# Laevicardium serratum
Laevicardium serratum is een tweekleppigensoort uit de familie Cardiidae. De wetenschappelijke naam van de soort werd gepubliceerd in 1758 door Carl Linnaeus als Cardium serratum in de tiende editie van Systema naturae. 